# Endiandra dolichocarpa
Endiandra dolichocarpa är en lagerväxtart som beskrevs av S.K. Lee & Y.T. Wei. Endiandra dolichocarpa ingår i släktet Endiandra och familjen lagerväxter. Inga underarter finns listade i Catalogue of Life.